# Плашка

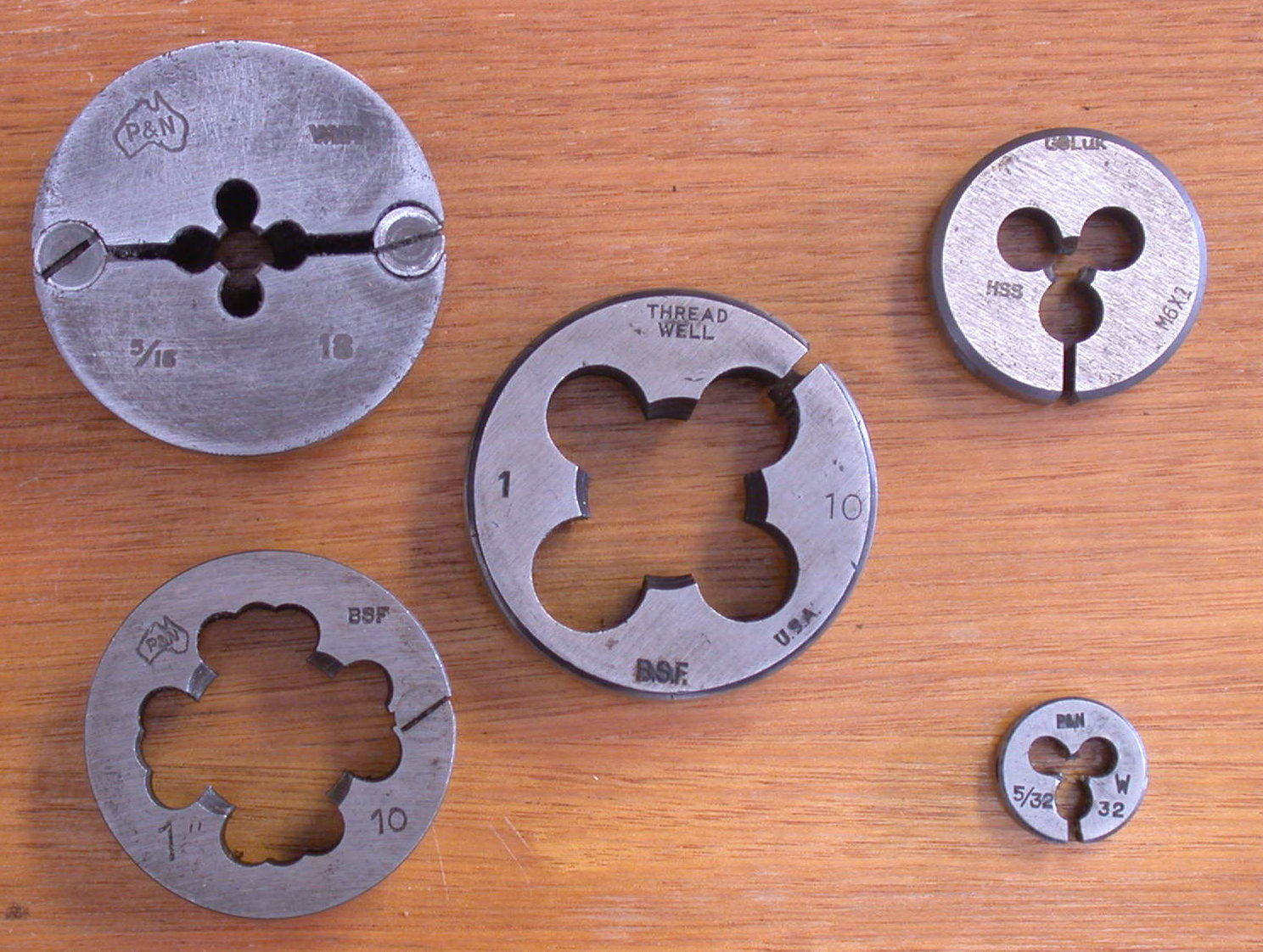
Лерка и разрезные плашки

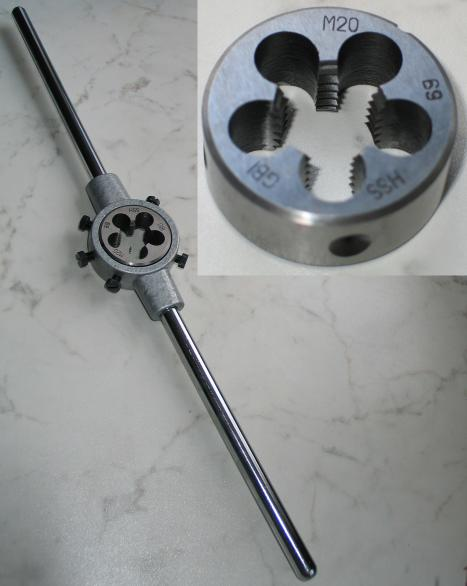
Вороток для плашек

Пла́шка, или ле́рка, — инструмент для нарезания наружной резьбы вручную или машинным способом (на станке).
В другом источнике указано, что плашки, плоские вкладыши из закаленной стали, имеющие каждый полукруглый вырез с винтовой нарезкой, представляют существенную часть инструмента для ручной нарезки винтов, так называемого клуппа. Лерка является неразборной и имеет резьбовое отверстие с канавками, нарезаемая резьба более точная, чем у плашек. В настоящее время разделение на плашки и лерки перестало существовать.

## Описание
Плашки предназначены для нарезания или калибрования наружных резьб за один проход. Наиболее распространены плашки для нарезания резьб диаметром до 52 мм. Плашка представляет собой закалённую гайку с осевыми отверстиями, образующими режущие кромки. Как правило, на плашках делают три — 6 стружечных отверстий для отвода стружки. Толщина плашки 8—10 витков. Режущую часть плашки выполняют в виде внутреннего конуса. Длина заборной части два — три витка. Плашки выполняются из легированных сталей (9ХС, ХВСГФ), быстрорежущих сталей (Р18, Р6М5, Р6М5К5, Р6М5К8), а в последнее время — и из твёрдых сплавов. На них маркируется обозначение и степень точности нарезаемой резьбы, марка стали (9ХС не указывается).

## Виды и типы
Плашки бывают следующих видов и типов: цельные, разрезные и раздвижные (клупповые).
В зависимости от формы наружной поверхности плашки бывают круглые, квадратные, шестигранные, призматические:
- Круглые плашки — закрепляют для работы в воротках стопорными винтами или крепят в резьбонарезных патронах. Для этого на наружном цилиндре плашки существуют конические углубления и угловой паз. Последний позволяет разрезать плашку шлифовальным кругом по перемычке и частично регулировать по диаметру. Для круглых разрезных плашек применяют воротки с пятью винтами, с помощью которых регулируют диаметр нарезаемой резьбы.
- Цельные плашки — благодаря своей высокой жёсткости дают возможность получить резьбу высокого качества (метрическую, трубную коническую и дюймовую), но обладают небольшой износостойкостью.
- Раздвижные плашки — устанавливают в клуппах, имеющих для этой цели специальные направляющие. Плашка состоит из двух частей, закрепляемых в рамке клуппа сухарём и винтом. Этим винтом регулируют диаметр нарезаемой резьбы. К клуппу прилагается набор плашек, который позволяет изготавливать резьбы разных размеров.
- Разрезные плашки — могут немного пружинить, изменяя диаметр нарезаемой резьбы на 0,1—0,3 мм. Из-за малой жёсткости разрезные плашки не дают чистой и точной резьбы.